# Постпанк
Постпа́нк (англ. post-punk) — жанр рок-музики, який сформувався наприкінці 1970-х років у Великій Британії як розвиток панк-року. Від традиційного панк-року відрізняється більшою різноманітністю музичного самовираження.
Дебютний альбом Public Image Ltd 1978 року вважається якщо не першим, то одним з найперших і найвпливовіших постпанкових альбомів.
Замість енергетики та гітарної агресії панку для постпанку характерний повільний монотонний ритм з переважанням басу й ударних, відчуття наростальної тривоги в мелодіях, відчужений вокал і, як правило, депресивні меланхолійні тексти, іноді повні роздумів про смерть і сенс життя. Завдяки роботам таких гуртів, як Joy Division, The Cure та Bauhaus, народився похідний жанр готичного року.
Низка гуртів «другої хвилі» постпанку, спираючись, з одного боку, на спадщину деяких постпанкових гуртів (Killing Joke, Wire), з другого боку — на New wave, а також на індастріал, грали постпанк, активно використовуючи в записі електронні інструменти. Наймелодійніший електронний постпанк (Depeche Mode), по суті, мало відрізнявся від тих, що вийшли з нової хвилі електро-попгуртів, тому на розвиток альтернативної музики більший вплив зробили колективи на стику з індастріалом: Chrome, Clock DVA, D.A.F.. Одним з впливових діячів андерграунду 1980-х років став Fad Gadget — один з найкращих мелодистів в жанрі індустріального постпанку.

## Опис

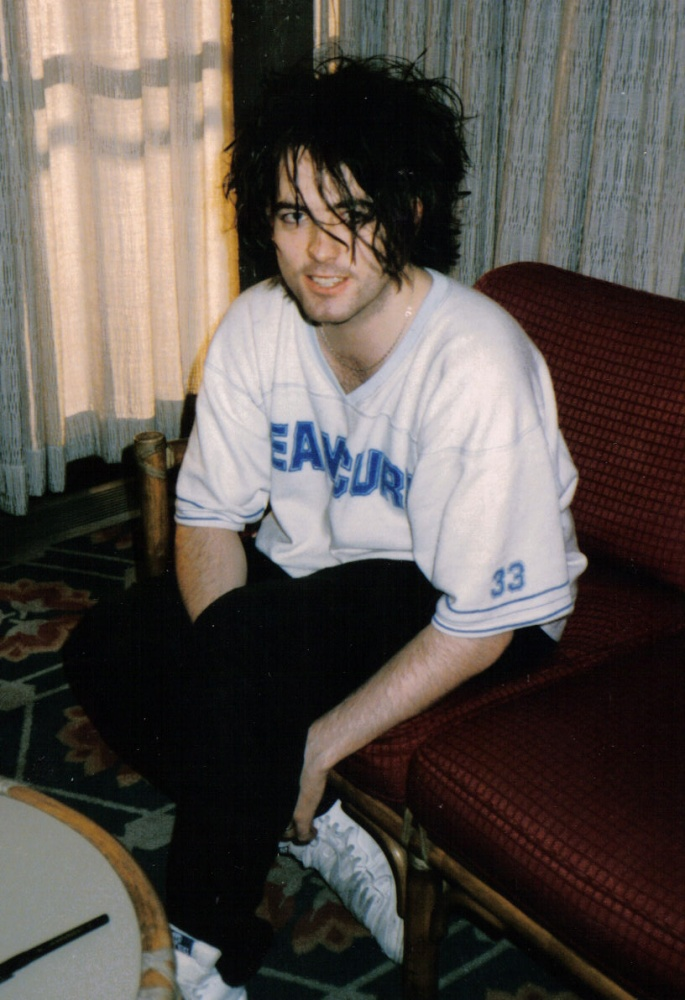
Роберт Сміт із The Cure, 1985

Термін «постпанк» був вперше використаний журналістами в кінці 70-х років, щоб описати групи, що тимчасово виходять за рамки звукового шаблону панку в розрізнених напрямках. Багато хто з артистів, спочатку натхненні DIY та енергією панку, зрештою стали розчаровані стилем і рухом, відчувши, що він перейшов у комерційну формулу, рок-з'їзди та самопародії. Вони відмовилися від своїх популістських вимог до доступності та простоти матеріалу, замість того, щоб побачити можливість розриву з музичною традицією, скасувати банальність і кинути виклик аудиторії. Виконавці перенесли фокус поза панком на проблеми в основному білих чоловіків, робочого класу і відмовилися від своєї постійної опори у встановлених рок-н-ролом ходах, наприклад: три-акорди та гітарні рифи Чака Беррі. Ці музиканти, замість того, щоб позначити панк як «той що вимагає постійних змін», вважають, що «радикальна суть потребує радикального вигляду».

## Постпанк в Україні
Початком розвитку постпанку в Україні можна вважати 1981 рік, коли київські музиканти із гурту «КҐБ» створили нову команду під назвою «Коллежский Асессор». Це був одним із перших проявів андеграундної експериментальної музики. Хоча її важко було назвати звичайним постпанком, але вплив на розвиток української альтернативної сцени він мав дуже значний. Продовженням цієї хвилі стала поява команди «Раббота Хо», які в 1987 році записують платівку «Взъерошенное дерево».
Також варто згадати ще один гурт — «Табула Раса», дебютний альбом «8 рун» 1990 року є одним зі зразків продовження жанру.
Тоді ж утворюється незвична команда «Ivanov Down» з Києва.
«Пирата Бэнд» записує і видає кліпи на пісні «Юлия», «Утро», завдяки співпраці із Територією-А (телевізійний хіт-парад). З'являються альтернативні проєкти такі як «Годзадва», «Черепахи» з Харкова, дует «The Хостільня» на чолі з Василем Ткачем.
В дев'яностих гурт «Скрябін» видає трилогію — «Хробак», «Технофайт 1999» і «Стриптиз», у якій є великий вплив постпанку.
Деякі елементи постпанку також присутні у дебютному альбомі Океан Ельзи 1998 року Там, де нас нема.
На відміну від інших країн, українська альтернативна музика, через пострадянський продакшен, за якого музика несла виключно «виховальний характер», згодом, також під впливом РФ, шансону чи інших крайнощів у вигляді шароварщини та пародій на західний еліт-поп, не популяризується в суспільстві внаслідок відсутності культурних програм, фінансування, зацікавленості менеджерів, продюсерів та медіа. Тому постпанк, як і інші види некомерційної музики, можна ототожнювати із суцільним андеграундом, і прихильники альтернативи переважно віддають перевагу закордонним аналогам.
Зараз в Україні йде розквіт нової хвилі постпанку і з'явилося багато сучасних артистів (SadSvit, Sudno, Mistmorn, Sad Novelist, Джозерс, Electrobirds, Small Depo, Drimandr, CornWave, ДК Енергетик, BaWN, Поживна цінність, SMURNO, Площа Устриць), які доволі популярні серед молоді. Сплеск пов'язаний із заходом в Україну популярної платформи Spotify та внаслідок відмови від споживання російського контенту через російську агресію.
Популяризація українського постпанку за кордоном відбулася через гру S.T.A.L.K.E.R. 2: Heart of Chornobyl, в якій є музика молодих українських постпанк-виконавців.

## Знакові платівки
- Television, Marquee Moon (1977)
- Suicide, Suicide (1977)
- X-Ray Spex, Germfree Adolescents (1978)
- Devo, Q: Are We Not Men? A: We Are Devo! (1978)
- Magazine, Real Life (1978)
- Wire, Chairs Missing (1978)
- Talking Heads, More Songs About Buildings and Food (1978)
- Pere Ubu, The Modern Dance (1978)
- Blondie, Parallel Lines (1978)
- The B52's, The B52's (1979)
- Joy Division, Unknown Pleasures (1979)
- Gang Of Four, Entertainment! (1979)
- Public Image Ltd, Metal Box (1979)
- The Slits, Cut (1979)
- The Raincoats, The Raincoats (1979)
- The Pop Group, Y (1979)
- Bauhaus, In the Flat Field (1980)
- Dexys Midnight Runners, Searching for the Young Soul Rebels (1980)
- The Fall, Grotesque (after the Gramme) (1980)
- This Heat, Deceit (1981)
- Siouxsie And The Banshees, Juju (1981)
- The Durutti Column, LC (1981)
- The Birthday Party, Prayers on Fire (1981)
- Orange Juice, Rip It Up (1982)

## Найвідоміші постпанкові гурти
- A Certain Ratio
- Abecedarians
- Altered Images
- Au Pairs
- Ausgang
- Bauhaus
- Birthday Party
- Brigada Kryzys
- The Chameleons
- Crime and the City Solution
- Crispy Ambulance
- The Comsat Angels
- The Cure
- Danse Macabre
- Delta 5
- Durutti Column
- Echo & the Bunnymen
- Essential Logic
- Eyeless in Gaza
- The Fall
- The Fashion
- Gang of Four
- Josef K
- Joy Division
- Killing Joke
- KUKL
- LiLiPUT
- Liquid Liquid
- Lords of the New Church
- Magazine
- Mission Of Burma
- New Order
- Orange Juice
- Pere Ubu
- Psychedelic Furs
- Public Image Ltd
- R.E.M.
- Rema-Rema
- Section 25
- Siouxsie & the Banshees
- The Slits
- The Sound
- The Passions (британський гурт)
- Suicide
- The Flying Lizards
- The Jesus and Mary Chain
- The Lines
- The Pop Group
- The Raincoats
- Wire
- Wolfgang Press
- World Domination Enterprises
- Young Marble Giants